# Falcký les
Falcký les (německy Pfälzerwald) je kopcovitý region na samém západě Německa v regionu Dolní Falc ve spolkové zemi Porýní-Falc. Nejvyšší horou pohoří je hora Kalmit se 672,6 m n. m. Falcký les patří geologicky částečně do sousedního francouzského pohoří Vogézy, s kterým společně utvářejí biosférickou rezervaci UNESCO Falcký les-severní Vogézy. Pro pohoří je typický červený pískovec, který utváří v krajině turisticky vyhledávané skalní útvary. Na území pohoří byl vyhlášen přírodní park.